# Kanton Bethoncourt
Kanton Bethoncourt (francouzsky Canton de Bethoncourt) je francouzský kanton v departementu Doubs v regionu Burgundsko-Franche-Comté. Tvoří ho 11 obcí. Zřízen byl po reformě kantonů 2014.

## Obce kantonu
- Allenjoie
- Bethoncourt
- Brognard
- Dambenois
- Étupes
- Exincourt
- Fesches-le-Châtel
- Grand-Charmont
- Nommay
- Sochaux
- Vieux-Charmont